# 普费德尔巴赫
普费德尔巴赫（德語：Pfedelbach，發音：[ˈpfeːdl̩bax]）是德国巴登-符腾堡州斯图加特行政区霍恩洛厄县的市镇，面积41.29平方千米，2023年12月31日人口为9,397人。